# Aranadan jezik
Aranadan jezik (aranatan, eranadans; ISO 639-3: aaf), jedan od devet malayalamskih jezika kojim se služe pripadnici dravidskog plemena Arandan u indijskim državama Kerala, Tamil Nadu i Karnataka. 236 govornika (1981). Kao drugim jezikom služe se malayalamskim.

## Vanjske poveznice
- Ethnologue (14th)
- Ethnologue (15th)
- The Aranadan Language